# Charles Leroy
Pour les articles homonymes, voir Leroy et Charles Leroy (homonymie).
Charles Ferdinand Leroy (Lille, 5 mars 1816 - Lille, 10 août 1879) est un architecte lillois.

## Biographie
Né à Lille en 1816, Charles Ferdinand Leroy est élève aux écoles académiques locales où il remporte une médaille de 1re classe en 1835.
Il est nommé architecte des communes en 1842.
Le projet qu'il présente pour le concours à ce poste est celui d'une cathédrale.
Dès lors, il se fait le champion du style néogothique et l’essentiel de son œuvre est consacré à des édifices religieux.
En 1844, il est nommé professeur d'architecture aux écoles académiques de Tourcoing. Il a alors 27 ans et n’a encore rien construit. Ses premiers projets pour agrandir les églises Saint-Jacques et Saint-Christophe de cette ville n'aboutissent pas.
Sa première église est celle de Croix, achevée en 1848-1851. Ce sera la première d’une longue série d'édifices dont les chantiers se situeront autour de la métropole lilloise. Il sera accompagné dans son œuvre par son frère Jean-Baptiste jusqu'en 1879, année de sa mort survenue à Lille.
Il devient membre de la société des architectes du Nord en 1876.
En remerciement de son œuvre, il est fait chevalier de l'ordre de Saint-Grégoire-le-Grand.
Son agence d'architecte lilloise est située de son vivant au 11 rue du Gros-Gérard.
Il est marié à Marguerite-Victoire Saint-Aubert, sa voisine et sœur du sculpteur Charles Saint-Aubert.
Il est, à deux ans près, l'exact contemporain du chef de file du rationalisme gothique Eugène Viollet-le-Duc (1814-1879).

## Distinctions
- Chevalier de l'ordre de Saint-Grégoire-le-Grand

## Style
Ses églises ont en commun un plan simple, un chevet ajouré d’immenses fenêtres, une tour clocher élancée surmontée d’une très fine flèche avec quatre clochetons. Les matériaux utilisés sont la brique et la pierre de Lezennes pour les murs et l’ardoise pour les couvertures. À l’intérieur, les colonnes en pierre bleue de Soignies portent les grandes arcades aux profils très simples. La lumière vient des bas-côtés largement ouverts par des fenêtres à remplage garnies de vitraux sortant pour la plupart des ateliers de Charles Gaudelet, maître verrier lillois. Le décor est plus ou moins important, selon les ressources des commanditaires… La plus opulente est Saint-Christophe de Tourcoing, exceptionnellement en style flamboyant.
Artistes associés :
- Bruno Chérier, 1817-1880, décorateur
- Charles Buisine-Rigot, 1820-1893, menuisier, ébéniste, sculpteur
- Victor Mottez, 1809-1897, peintre
- Charles Gaudelet, 1800-1870, maître verrier
- Haussaire Frères, 1874-1905, entreprise familiale. Ernest, maître verrier, s'établit à Lille à la fin du XIXe siècle. Il réalisera les verrières des édifices inachevés de Charles Leroy.
- Edouard Didron, 1836-1902, maître verrier et ami de Charles Leroy
- Charles Saint-Aubert, sculpteur, beau-frère de Charles Leroy
- M. Maniez, sculpteur

## Réalisations

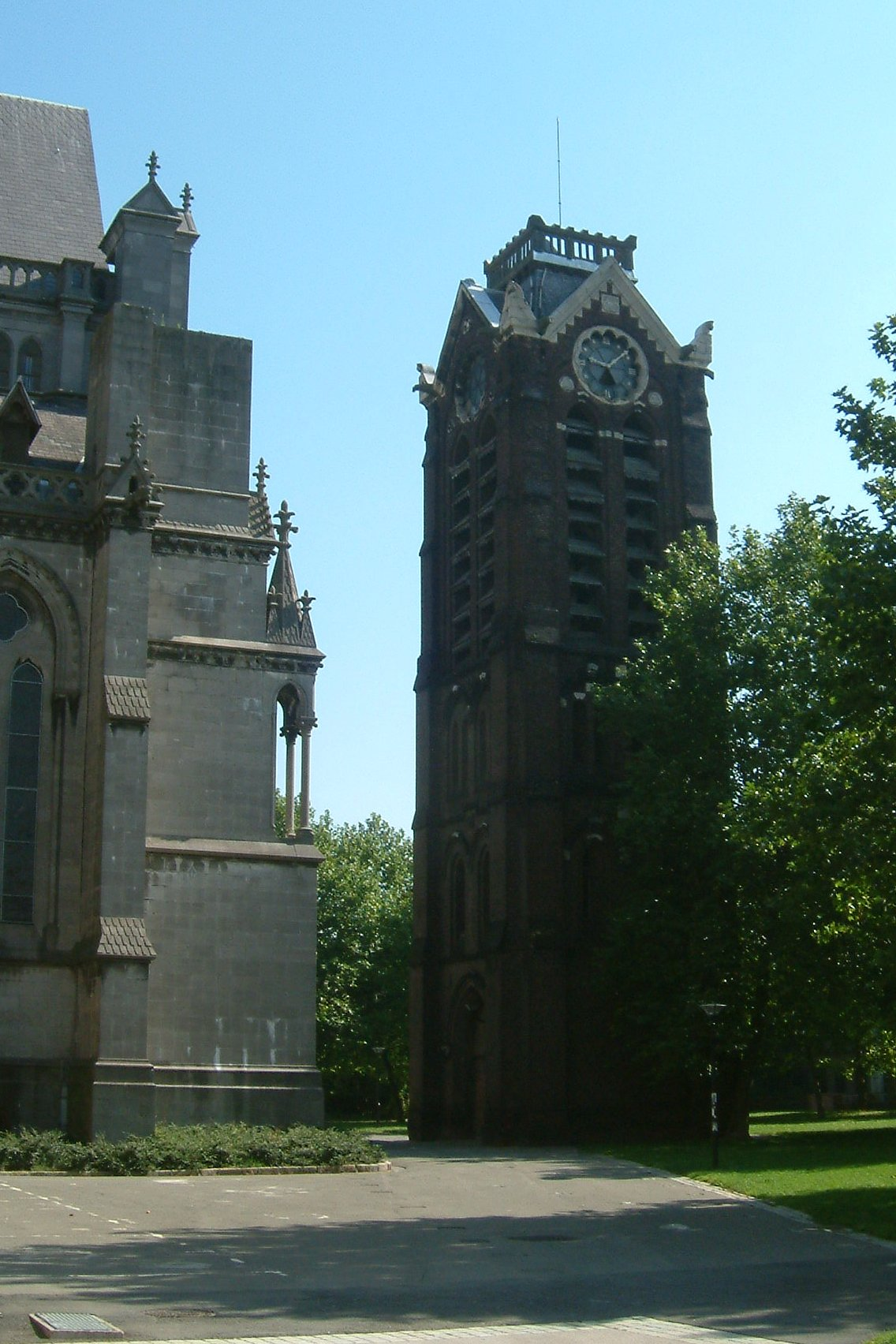
Le campanile de la cathédrale Notre-Dame-de-la-Treille de Lille

Charles Leroy est un architecte prolifique, il a élevé au moins trente-sept églises, cinq chapelles, en a agrandi ou restauré dix autres, tout en concevant et en dirigeant la construction d’une cathédrale. Il reste pourtant inconnu du grand public, même s’il a durablement marqué le paysage monumental du Nord de la France.

### Architecture religieuse
Églises néogothiques
- Saint-Martin de Croix, monument historique inscrit depuis 2005
- Saint-Martin de Roubaix (agrandissement)
- Saint-Martin de Willems (construction)
- Sainte-Berthe d'Auchy-lez-Orchies (construction)
- Notre-Dame-de-Consolation à Lille et l'école communale y attenant (construction)
- Saint-Maurice-des-Champs à Lille (construction sauf massif d'entrée)
- Saint-Quentin d'Avelin (construction)
- Notre-Dame-de-la-Treille de Lille (concours, début du chantier et campanile)
- Saint-Barthélemy de Lesquin (construction sera transformée par la suite)
- Notre-Dame-de-Fives à Lille (construction et agrandissement)
- Saint-Christophe de Tourcoing (restauration, agrandissement, monument historique inscrit depuis 1981)
- Saint-Hilaire d'Halluin (construction 1856-1858)
- Saint-Vaast de Wambrechies (construction)
- Saint-Eubert de Vendeville (construction)
- Saint-Denis d'Hellemmes (construction sauf campanile)
- Saint-Blaise de la Neuville (construction)
- Saint-Léger de Pérenchies (détruite)
- Saint-Michel de Quesnoy-sur-Deûle (détruite)
- Notre-Dame-des-Sept-Douleurs de Bois-Grenier (détruite)
- Le Sacré-Cœur de Faches-Thumesnil (construction)
- Saint-Pierre de Tressin (construction)
- Notre-Dame-de-l'Assomption de Warlaing (plans)
- Saint-Waast d'Estaires (agrandissement, détruite)
- Saint-Vaast de Capinghem (détruite)
- Saint-Quentin d'Ennevelin (restauration)
- Saint-Martin de Sin-le-Noble
- Immaculée-Conception du quartier du Haut-Pont à Saint-Omer
- Saint-Vaast de La Bassée (en collaboration avec Camille Tierce, arch. Détruite)
- Saint-Martin d'Aniche
- Notre-Dame de Thivencelle
- Saint-Martin de Saint-Martin-au-Laërt
- Église de l'Abeele à Boeschepe
- Immaculée-Conception du quartier de Wez-Macquart à la Chapelle-d'Armentières (détruite)
- Saint-Ricquier d'Herbinghen
- Saint-Jacques d'Eswars (et presbytère)
- Notre-Dame d'Esquerchin
- Saint-Pierre de Beaucamps-Ligny
- Sacré-Cœur de Tilques
- Saint-Quentin d'Écourt-Saint-Quentin
- Saint-Vaast d'Illies
- Saint-Martin de Bruay à Bruay-la-Buissière (agrandissement du chœur)
- Saint-André de Saint-André-lez-Lille (restauration terminée par Henri Boudin)
- Saint-Nicolas de Wasquehal (restauration)
- Saint-Symphorien de Deûlémont (restauration)
- Saint-Chrysole de Comines (restauration)

Églises néoromanes
- Sainte-Colombe de BlendecquesL'église d'Avelin.

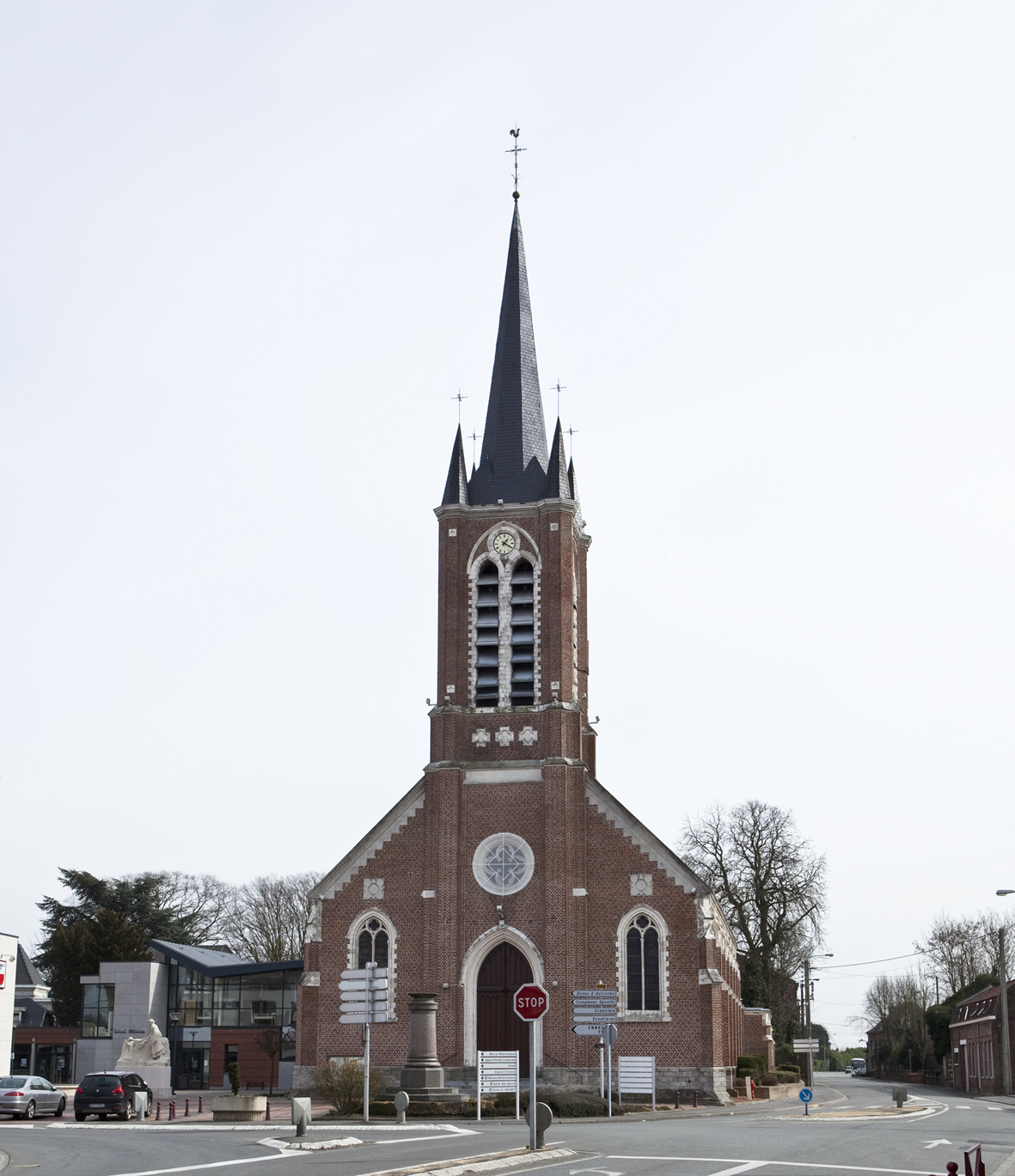
L'église d'Avelin.

- Saint-Rémy du quartier de Rombies à Rombies-et-Marchipont

Chapelles
- Chapelle d'Haussy (plans)
- Chapelle Saint-Vincent d'Ennetières-les-Avelin (construction)
- Chapelle du Collège de Marcq-en-Barœul (construction sauf clocher)
- Chapelle des Jésuites (rue Négrier) à Lille (construction, détruite en 1981)
- Chapelle funéraire de la famille Gonnet au cimetière de l'Est à Lille (construction, monument historique inscrit depuis 2006)

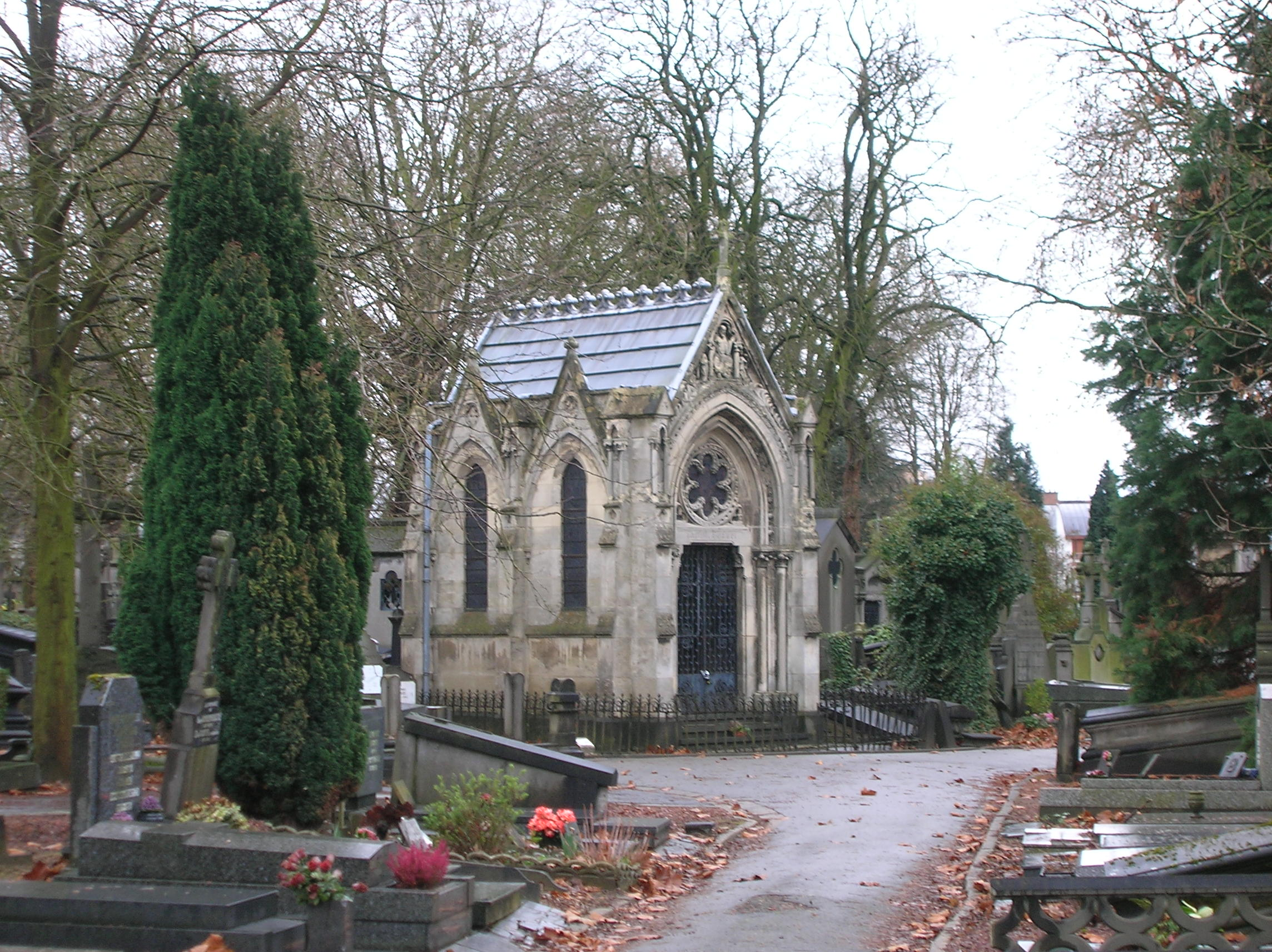
La chapelle funéraire de la famille Gonnet dans le cimetière de l'Est.

### Architecture civile
Écoles
- École communale attenante à l'église ND de Consolation à Lille
- École des filles de Marquette-lez-Lille (détruite)
- École de Baisieux
- École de garçons de Lezennes
- École de Gruson
- École des filles de Camphin-en-Carembault

Hôtels particuliers
- Hôtel Notre-Dame à Lille

### Chantiers
- 1856-1998 : Basilique-cathédrale Notre-Dame-de-la-Treille de Lille